# Таканами (1942)
Таканами — японский эсминец типа «Югумо». Название в переводе с японского «Высокие, ровно бегущие волны».

## История
Заложен в 1941 году на верфи Uraga Dock, Токио. Спущен 16 марта 1942 года, вошёл в строй 31 августа 1942 года. Участвовал в боях у Соломоновых островов и в сражении за Гуадалканал. В ночном бою у Тассафаронга 30 ноября / 1 декабря 1942 года торпедировал американские  тяжёлые крейсера Миннеаполис и Нью-Орлеан, но был тяжело повреждён артиллерийским огнём (в основном с Миннеаполиса) и на следующий день добит американскими кораблями у острова Саво в точке 09°18′ ю. ш. 159°56′ в. д..

### Ход боя у Тассафаронга
Подразделение  контр-адмирала Райдзо Танаки, отправленное к мысу Тассафаронга на Гуадалканале, включало восемь эсминцев (по четыре из 2-го и 15-го дивизионов, по другим сведениям в него входили эсминцы из 31го дивизиона) эскадренных миноносцев, из которых на шесть эсминцев было погружено от 200 до 240 бочек со снабжением. Флагманом Танаки был Наганами, который вместе с Таканами составляли отряд прикрытия. Миноносцы транспортного отряда Куросио, Оясио, Кагэро, Судзукадзэ, Кавакадзэ и Макинами для увеличения вместимости оставили запасные  торпеды на Шортлендских островах, имея только по восемь торпед, заряженных в торпедные аппараты.
В 23:14 операторы на американском эсминце Флетчер установили уверенный радиолокационный контакт с Таканами и первой группой транспортных эсминцев. В 23:21 Миннеаполис дал первый залп, за ним последовали остальные американские крейсера. В это же время четыре эсминца Коула выстрелили осветительными снарядами в направлении целей и увеличили ход, чтобы уйти с места боя и не мешать действиям своих крейсеров. Из-за того, что Таканами находился к колоне Райта ближе всех японских эсминцев, он стал главной целью артиллеристов американских кораблей. Таканами в ответ открыл артиллерийский огонь и даже выпустил все восемь своих торпед, но за короткое время получил несколько попаданий тяжёлыми снарядами, и через четыре минуты на нём бушевали пожары и он прекратил огонь. Так как весь огонь американских кораблей был сосредоточен на горящем, вышедшем из строя Таканами, остальные японские корабли без помех смогли выйти в торпедную атаку на американские корабли. Всего за 10 минут японские эсминцы выпустили по противнику 44 торпеды.
- Миннеаполис на Тулаги с торпедным повреждением
- Нью-Орлеан у Тулаги утром после боя, нос оторван полностью до второй башни

В 23:27, когда Миннеаполис дал девятый залп и Райт уже собирался приказать крейсерам изменить курс, две торпеды из восьми Судзукадзэ или Таканами, попали в носовую часть крейсера. Одна торпеда взорвалась в районе танка авиатоплива перед башней ГК №1, вызвав детонацию бензина, а вторая ударила в районе котельных отделений. В результате три отделения из четырёх оказались затоплены. Носовая часть перед орудийной башней №1 надломилась и опустилась под углом 70°, корабль потерял ход и обесточился. На нём возникли неконтролируемые пожары. Погибло 37 человек.
Менее чем через минуту после этого торпеда попала в Нью-Орлеан в район артиллерийских погребов башни ГК №1. От взрыва торпеды сдетонировал бензин в танке авиатоплива, что, в свою очередь вызвало детонацию боезапаса в погребах башни. Взрывом оторвало носовую часть корабля до башни ГК №2. Её завернуло влево, ударило о корпус, так как крейсер продолжал двигаться по инерции, затем она окончательно оторвалась и в скором времени затонула. Все, находившиеся в первой и второй башнях, погибли. Нью-Орлеан ещё успел развернуться через правый борт, а затем потерял ход и остался без связи. Всего погибло 183 человека.
В 23:44 Танака приказал своим кораблям прекратить бой и быстро покинуть место сражения. Когда Таканами не ответил на вызов по радио, Танака приказал Оясио и Куросио вернуться ему на помощь. Эсминцы обнаружили горящий корабль в 01:00 1 декабря и уже начали спускать спасательные шлюпки, но прекратили спасательную операцию после обнаружения поблизости американских кораблей. Оясио и Куросио быстро покинули пролив и присоединились к оставшимся кораблям Танаки на обратном пути к Шортлендским островам, куда они дошли через 10 часов. Таканами был единственным японским кораблём, потопленным огнём американских кораблей. 197 членов команды погибло; 48-и удалось достичь берега, из них 19 были впоследствии захвачены американскими войсками.